# Rickie Fowler
Rick Yutaka Fowler, más conocido como Rickie Fowler (Murrieta, California, 13 de diciembre de 1988), es un golfista estadounidense que compite en el PGA Tour. Ha logrado seis victorias y 73 top 10 a lo largo de su carrera. Obtuvo el cuarto puesto en la lista de ganancias de la temporada 2015 y el octavo puesto en 2014.
En torneos mayores, Fowler fue segundo el Abierto de los Estados Unidos 2014 y el Abierto Británico 2014, tercero en el Campeonato de la PGA 2014, y quinto en el Abierto Británico 2011 y el Masters de Augusta 2014. Además ganó el The Players Championship 2015, fue segundo en el WGC-Bridgestone Invitational 2011 y The Players Championship 2012, y tercero en el WGC Match Play 2014 y el WGC-HSBC Champions 2014. En 2017 consiguió la victoria en el Honda Classic disputado en el campo PGA National. En 2019 consiguió su quinta victoria en el PGA en el Abierto de Phoenix.

Por otra parte, con respecto a las competiciones en equipo,Fowler disputó la Copa de Presidentes 2015 con la selección estadounidense, obteniendo una victoria y tres derrotas. También participó en la edición 2017 y 2019 de esta copa donde ayudó al equipo estadounidense a conseguir la victoria.

## Carrera deportiva
En su etapa amateur, Fowler compitió a nivel universitario con los Oklahoma State Cowboys, disputó la Copa Walker 2007 y 2009 con la selección estadounidense, al igual que la Copa Palmer 2008 y el Trofeo Eisenhower 2008.
Fowler se convirtió en golfista profesional en 2009 y disputó seis torneos del PGA Tour, resultando segundo en el Frys.com Open. Luego obtuvo su tarjeta del PGA Tour en la escuela clasificatoria para la temporada 2010.
En su debut en el máximo certamen estadounidense, Fowler fue segundo en el Memorial Tournament y el Abierto de Phoenix, tercero en Walt Disney World, cuarto en el Frys.com Open y quinto en el Abierto de San Diego. Con siete top 10, se ubicó 23º en la lista de ganancias. Esto le valió el premio a Novato del Año y una invitación a disputar la Copa Ryder.
En 2011 fue segundo en el WGC-Bridgestone Invitational, quinto en el Abierto Británico, octavo en el WGC-Campeonato Cadillac y noveno en el WGC Match Play, lo que lo colocó 37.º en la lista de ganancias. Luego ganó el Abierto de Corea del OneAsia Tour ante Rory McIlroy.
Fowler triunfó en el Campeonato Quail Hollow 2012 y resultó segundo en el Players Championship, quinto en el Colonial Invitational y séptimo en el Honda Classic. Así, terminó 21º en la lista de ganancias.
En 2013 resultó tercero en el Arnold Palmer Invitational, sexto en San Diego y el Torneo de Campeones, noveno en el Barclays y décimo en el Abierto de los Estados Unidos. Por tanto, acabó 40.º en la lista de ganancias del PGA Tour.
En la temporada 2014, Fowler fue segundo en el Abierto de los Estados Unidos y el Abierto Británico 2014, tercero en el Campeonato de la PGA y WGC Match Play cuarto en el Campeonato BMW, quinto en el Masters de Augusta, sexto en el Abierto de Houston, octavo en el WGC-Bridgestone Invitational y el Tour Championship, y noveno en el Barclays. Esto le permitió alcanzar la octava colocación en la lista de ganancias e ingresar al top 10 de la clasificación mundial, además de una invitación a la Copa Ryder.
El golfista obtuvo en la temporada 2015 una victoria en The Players Championship, un segundo puesto en el Quicken Loans National y un tercer puesto en el WGC-HSBC Champions. En los playoffs triunfó en el Campeonato Deutsche Bank y acabó cuarto en el Campeonato BMW. Así, finalizó en la cuarta posición en la lista de ganancias y la Copa FedEx. Por otra parte, triunfo en el Abierto de Escocia del European Tour.
En 2017 consiguió la victoria en el Honda Classic en el famoso campo Pga National.
Su más reciente victoria se produjo en 2019, cuando luego de haber terminado dos veces T2 logró coronarse en el  Waste Managment Phoenix Open
En honor a su alma mater Oklahoma State, Fowler suele utilizar vestimenta naranja el último día de los torneos, y sus palos tienen vivos naranjas.

## Resultados en los grandes
| Torneo               | 2008 | 2009 |
| -------------------- | ---- | ---- |
| Masters de Augusta   | -    | -    |
| Campeonato de la PGA | -    | -    |
| U. S. Open           | T60  | CUT  |
| Abierto Británico    | -    | -    |

| Torneo               | 2010 | 2011 | 2012 | 2013 | 2014 | 2015 | 2016 | 2017 | 2018 | 2019 |
| -------------------- | ---- | ---- | ---- | ---- | ---- | ---- | ---- | ---- | ---- | ---- |
| Masters de Augusta   | -    | T38  | 27   | T38  | T5   | T12  | CUT  | T11  | 2    | T9   |
| Campeonato de la PGA | T58  | T51  | CUT  | T19  | T3   | T30  | T33  | T5   | T12  | T36  |
| U. S. Open           | -    | CUT  | T41  | T10  | T2   | CUT  | CUT  | T5   | T20  | T43  |
| Abierto Británico    | T14  | T5   | T31  | CUT  | T2   | T30  | T46  | T22  | T28  | T6   |

(LA) = Mejor Amateur
CUT = No pasó el corte
"T" = Empatado con otros
Ret. = Retirado
ND = No Disputado
Fondo verde indica victoria. Fondo amarillo, puesto entre los diez primeros (top ten).